# Niquelado

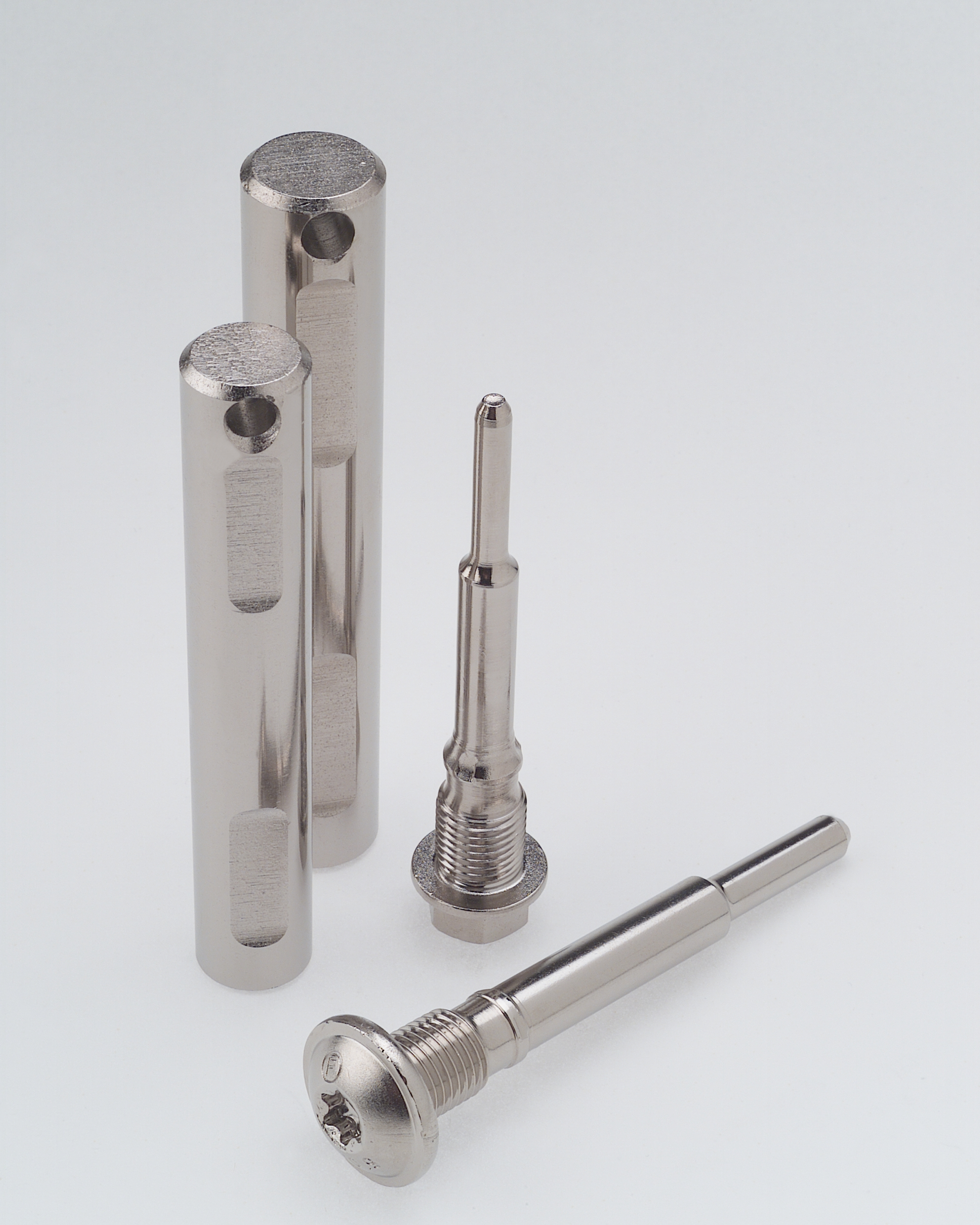
Ejes niquelados

El niquelado consiste en la aplicación de una capa de níquel en la superficie de un objeto. La finalidad, generalmente, es mejorar la resistencia a la corrosión, por cuestiones decorativas o como base para otros revestimientos galvanoplasticos.
Debido a sus características especiales, el níquel está particularmente bien adaptado para muchas aplicaciones como metal de revestimiento. El níquel es resistente al aire, al agua, los ácidos y álcalis diluidos. El níquel no es resistente al ácido nítrico, ni al ácido clorhídrico o al amoniaco concentrado. Las superficies de níquel no son resistentes a la oxidación, es decir, puede causar la decoloración oscura con el tiempo. El níquel es de un color plateado, pero difiere de las superficies de cromo con un característico color amarillento pálido.
Los recubrimientos de níquel se caracterizan por su aspecto ligeramente inferior de recubrimientos de cromo (peor brillo, posibilidad de puntos de luz), una menor resistencia a la corrosión y menor resistencia mecánica, pero que son más baratos.
El níquel se suele emplear más a menudo con objetos de acero. Un recubrimiento duradero se consigue mediante un primer revestimiento con una gruesa capa de cobre, como capa intermedia, para mejorar adherencia del acero y el níquel. A continuación, una capa más delgada de níquel. En los recubrimientos de más alta calidad tal sistema sirve como capa base para una capa de cromo.
Existen dos métodos para aplicar la capa de níquel:
- electrolítico, se emplea electricidad para la transferencia del níquel, generalmente puro.
- químico o no electrolítico, se emplea reacciones químicas para formar la película de níquel, generalmente aleado.